# マリオ・カルデラーラ
マリオ・カルデラーラ（Mario Calderara、1879年10月10日 - 1944年8月10日）は、イタリア王国の海軍士官で、イタリアの航空先駆者である。
ヴェローナで軍人の息子に生まれた。海軍大学で学ぶうちから飛行に興味を持ち、1900年代の初めからグライダーでの飛行実験を行ない、ライト兄弟と手紙をやりとりした。1906年にはイタリア海軍の援助を受けて複葉の水上グライダーを製作し、モーターボートで牽引し飛行する実験を行った。1907年試験飛行中に事故がおこり、カルデラーラも負傷し実験は中止された。1908年フランスの飛行家、レオン・ドラグランジュがイタリアで展示飛行を行なった時に同行したガブリエル・ヴォアザンにパリで雇われることを頼んで、1908年7月パリに行き、ヴォアザンの工場で製図工として働き、飛行を学んだ。1909年には自らの設計した飛行機でフランスで初飛行を行なった。
1909年にブレシアでの航空ショーに参加し、有名な詩人ガブリエーレ・ダンヌンツィオを同乗させて飛行した。イタリアのパイロット・ライセンスの第1号を受け取った。
第一次世界大戦中は軍艦に搭乗し、1917年からボルセーナ湖の水上機パイロット学校の指揮官に任じられ、アメリカのパイロットの訓練を行なった。1923年から1925年の間は、アメリカのワシントンの大使館の駐在武官を務め、その後パリでアメリカの航空機メーカーの代理人として働いた。第二次世界大戦が始まると、資産を没収され国へ帰らなければならなかった。